# Martien Nijgh
IJsbrand Hendrik Martinus (Martien) Nijgh (Watergraafsmeer, 16 februari 1907 - Den Haag, 22 november 1992) was een Nederlands advocaat. Hij werd onder meer bekend door vele "afstammingszaken" om Joden te behoeden voor deportatie tijdens de Tweede Wereldoorlog.

## Verzetswerk
Nederlandse Joden moesten zich vanaf januari 1941 laten registreren bij het bureau Innere Verwaltung. Evenals de Amsterdamse advocaten Nino Kotting en Jaap van Proosdij stelde Nijgh bezwaarschriften op voor zijn Joodse cliënten en wist zo bij Hans Calmeyer (hoofd van het bureau Innere Verwaltung)  niet-Joodverklaringen te verkrijgen voor Nederlanders van Joodse afkomst. Met zijn uitgebreide kennis op het gebied van de genealogie vervalste hij documenten om te "bewijzen" dat iemand minder Joodse voorouders had dan werd gedacht. Zo verzon hij bijvoorbeeld verhalen over overspel van Joodse vrouwen met niet-Joodse minnaars. De historicus Jacques Presser schreef daarover later ironisch In Nederland bleken zeden geheerst, niet ongelijk aan Sodom en Gomorrah.
Aanvankelijk gebruikte hij identiteitsbewijzen van niet-Joden en verving de foto’s. Later gaf hij de betrokkenen een geheel nieuwe identiteit en beweerde dat er een vergissing was gemaakt met betrekking tot de afkomst in zo’n ver verleden dat niemand het tegendeel kon bewijzen. Bij Sefardische Joden beweerde hij vaak dat er ten tijde van de Inquisitie een vergissing was gemaakt en dat zijn cliënten niet van Joodse afkomst waren. Tot februari 1944 wist hij zo de deportatie van veel Joden te voorkomen. Onder degenen die hij wist te redden waren de danseres Cilly Wang en de familie Asscher (vader William Benjamin, moeder Roosje en drie kinderen, van wie Benjamin Jacques Asscher later president werd van de Rechtbank Amsterdam).

## Na-oorlogse activiteiten
Na de oorlog was Nijgh lid van de commissie die met de zuivering van het KNGGW was belast, vice-president van het Hoog Militair Gerechtshof, deken van de Orde van Advocaten in Den Haag en cassatieadvocaat. Ook was hij betrokken bij vele zaken bij de Raad voor het Rechtsherstel van Joden die hun bezittingen terugeisten.

## Onderscheidingen
Nijgh was ridder in de Orde van de Nederlandse Leeuw. In 1992 kreeg hij de Yad Vashem-onderscheiding Rechtvaardige onder de Volkeren.